# Населення Таджикистану
Населення Таджикистану. Чисельність населення країни 2015 року становила 8,191 млн осіб (96-те місце у світі). Чисельність таджикистанців стабільно збільшується, народжуваність 2015 року становила 24,38 ‰ (57-ме місце у світі), смертність — 6,18 ‰ (156-те місце у світі), природний приріст — 1,71 % (69-те місце у світі) . 

## Природний рух

### Відтворення
Народжуваність у Таджикистані, станом на 2015 рік, дорівнює 24,38 ‰ (57-ме місце у світі). Коефіцієнт потенційної народжуваності 2015 року становив 2,71 дитини на одну жінку (70-те місце у світі). Рівень застосування контрацепції 27,9 % (станом на 2012 рік). Середній вік матері при народженні першої дитини становив 22,8 року, медіанний вік для жінок — 25—29 років (оцінка на 2012 рік).
Смертність у Таджикистані 2015 року становила 6,18 ‰ (156-те місце у світі).
Природний приріст населення в країні 2015 року становив 1,71 % (69-те місце у світі).

### Вікова структура

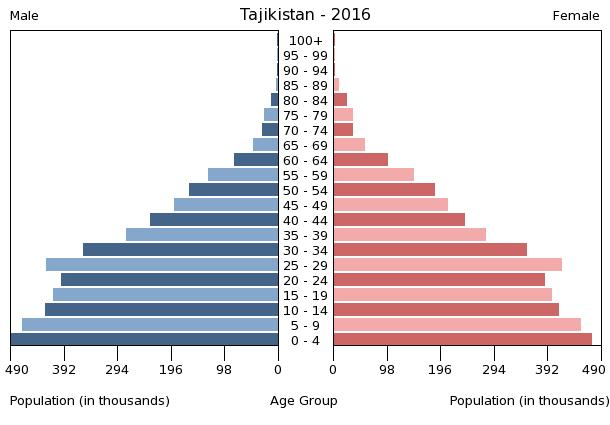
Віково-статева піраміда населення Таджикистану, 2016 рік

Середній вік населення Таджикистану становить 24,2 року (159-те місце у світі): для чоловіків — 23,6, для жінок — 24,8 року. Очікувана середня тривалість життя 2015 року становила 67,39 року (168-ме місце у світі), для чоловіків — 64,28 року, для жінок — 70,66 року.
Вікова структура населення Таджикистану, станом на 2015 рік, мала такий вигляд:
- діти віком до 14 років — 32,75 % (1 365 565 чоловіків, 1 317 285 жінок);
- молодь віком 15—24 роки — 19,7 % (818 661 чоловік, 795 125 жінок);
- дорослі віком 25—54 роки — 39,26 % (1 590 051 чоловік, 1 626 091 жінка);
- особи передпохилого віку (55—64 роки) — 5,1 % (191 688 чоловіків, 226 134 жінки);
- особи похилого віку (65 років і старіші) — 3,19 % (109 084 чоловіка, 152 274 жінки)[1].

### Шлюбність— розлучуваність
Коефіцієнт шлюбності, тобто кількість шлюбів на 1 тис. осіб за календарний рік, дорівнює 13,5; коефіцієнт розлучуваності — 0,8; індекс розлучуваності, тобто відношення шлюбів до розлучень за календарний рік — 6 (дані за 2009 рік). Середній вік, коли чоловіки беруть перший шлюб, дорівнює 26,3 року, жінки — 22,5 року, загалом — 24,4 року (дані за 2010 рік).

## Розселення
Густота населення країни 2015 року становила 60,6 особи/км² (154-те місце у світі).

### Урбанізація
Таджикистан середньоурбанізована країна. Рівень урбанізованості становить 26,8 % населення країни (станом на 2015 рік), темпи зростання частки міського населення — 2,62 % (оцінка тренду за 2010—2015 роки).
Головні міста держави: Душанбе (столиця) — 822,0 тис. осіб (дані за 2015 рік).

### Міграції
Річний рівень еміграції 2015 року становив 1,15 ‰ (151-ше місце у світі). Цей показник не враховує різниці між законними і незаконними мігрантами, між біженцями, трудовими мігрантами та іншими.

#### Біженці й вимушені переселенці
У країні мешкає 19,49 тис. осіб без громадянства.
Таджикистан є членом Міжнародної організації з міграції (IOM).

## Расово-етнічний склад
| Етнічний склад (2007 рік) | Етнічний склад (2007 рік) | Етнічний склад (2007 рік) | Етнічний склад (2007 рік) | Етнічний склад (2007 рік) |
| ------------------------- | ------------------------- | ------------------------- | ------------------------- | ------------------------- |
| Етнос:                    |                           |                           | Відсоток:                 |                           |
| таджики                   | таджики                   |                           | 84.3%                     | 84.3%                     |
| узбеки                    | узбеки                    |                           | 13.8%                     | 13.8%                     |
| інші                      | інші                      |                           | 2%                        | 2%                        |

Головні етноси країни: таджики — 84,3 %, узбеки — 13,8 %, інші (киргизи, росіяни, туркмени, татари, араби) — 2 % населення (оціночні дані за 2010 рік).

### Українська діаспора
За даними переписів ХХ століття, найбільша кількість українців в Таджикистані проживала в 1989 році — 41 375 осіб; до 2000 року їх число скоротилося до 3 787 чоловік, а до 2010 скоротилася аж до 1090 чоловік. Частка українського населення найвищою була за даними перепису 1959 року. Найбільше українців проживало (і проживає) у столиці Душанбе. Із 1991 року значна частина українців емігрувала до України..

## Мови
| Мови Таджикистану (2015 рік) | Мови Таджикистану (2015 рік) | Мови Таджикистану (2015 рік) | Мови Таджикистану (2015 рік) | Мови Таджикистану (2015 рік) |
| ---------------------------- | ---------------------------- | ---------------------------- | ---------------------------- | ---------------------------- |
| Мова:                        |                              |                              | Відсоток:                    |                              |
| таджицька                    | таджицька                    |                              | %                            | %                            |
| російська                    | російська                    |                              | %                            | %                            |
| узбецька                     | узбецька                     |                              | %                            | %                            |
| киргизька                    | киргизька                    |                              | %                            | %                            |
| пушту                        | пушту                        |                              | %                            | %                            |

Офіційна мова: таджицька. Інші поширені мови: російська дуже поширена в держустановах і бізнесі, узбецька, киргизька, пушту.

## Релігії
| Релігії в Таджикистані (2003 рік) | Релігії в Таджикистані (2003 рік) | Релігії в Таджикистані (2003 рік) | Релігії в Таджикистані (2003 рік) | Релігії в Таджикистані (2003 рік) |
| --------------------------------- | --------------------------------- | --------------------------------- | --------------------------------- | --------------------------------- |
| Віросповідання:                   |                                   |                                   | Відсоток:                         |                                   |
| мусульмани                        | мусульмани                        |                                   | 90%                               | 90%                               |
| інші                              | інші                              |                                   | 10%                               | 10%                               |

Головні релігії й вірування, які сповідує, і конфесії та церковні організації, до яких відносить себе населення країни: іслам (сунізм — 85 %, шиїзм — 5 %), інші — 10 % (станом на 2003 рік).

## Освіта
Рівень письменності 2015 року становив 99,8 % дорослого населення (віком від 15 років): 99,8 % — серед чоловіків, 99,7 % — серед жінок.
Державні витрати на освіту становлять 4 % ВВП країни, станом на 2012 рік (114-те місце у світі). Середня тривалість освіти становить 11 років, для хлопців — до 12 років, для дівчат — до 11 років (станом на 2013 рік).

## Охорона здоров'я
Забезпеченість лікарями в країні на рівні 1,92 лікаря на 1000 мешканців (станом на 2013 рік). Забезпеченість лікарняними ліжками в стаціонарах — 5,5 ліжка на 1000 мешканців (станом на 2011 рік). Загальні витрати на охорону здоров'я 2014 року становили 6,9 % ВВП країни (120-те місце у світі).
Смертність немовлят до 1 року, станом на 2015 рік, становила 33,93 ‰ (63-тє місце у світі); хлопчиків — 38,23 ‰, дівчаток — 29,42 ‰. Рівень материнської смертності 2015 року становив 32 випадків на 100 тис. народжень (93-тє місце у світі).
Таджикистан входить до складу ряду міжнародних організацій: Міжнародного руху (ICRM) і Міжнародної федерації товариств Червоного Хреста і Червоного Півмісяця (IFRCS), Дитячого фонду ООН (UNISEF), Всесвітньої організації охорони здоров'я (WHO).

### Захворювання
Потенційний рівень зараження інфекційними хворобами в країні високий. Найпоширеніші інфекційні захворювання: діарея, гепатит А, черевний тиф, малярія (станом на 2016 рік).
2014 року зареєстровано 16,4 тис. хворих на СНІД (84-те місце в світі), це 0,35 % населення в репродуктивному віці 15—49 років (79-те місце у світі). Смертність 2014 року від цієї хвороби становила приблизно 700 осіб (73-тє місце у світі).
Частка дорослого населення з високим індексом маси тіла 2014 року становила 12 % (136-те місце у світі); частка дітей віком до 5 років зі зниженою масою тіла становила 13,3 % (оцінка на 2012 рік). Ця статистика показує як власне стан харчування, так і наявну/гіпотетичну поширеність різних захворювань.

### Санітарія
Доступ до облаштованих джерел питної води 2015 року мало 93,1 % населення в містах і 66,7 % в сільській місцевості; загалом 73,8 % населення країни. Відсоток забезпеченості населення доступом до облаштованого водовідведення (каналізація, септик): в містах — 93,8 %, в сільській місцевості — 95,5 %, загалом по країні — 95 % (станом на 2015 рік). Споживання прісної води, станом на 2006 рік, дорівнює 11,49 км³ на рік, або 1,740 тонни на одного мешканця на рік: з яких 6 % припадає на побутові, 4 % — на промислові, 91 % — на сільськогосподарські потреби.

## Соціально-економічне становище
Співвідношення осіб, що в економічному плані залежать від інших, до осіб працездатного віку (15—64 роки) загалом становить 60,9 % (станом на 2015 рік): частка дітей — 56 %; частка осіб похилого віку — 4,8 %, або 20,7 потенційно працездатного на 1 пенсіонера. Загалом ці показники характеризують рівень потреби державної допомоги в секторах освіти, охорони здоров'я та пенсійного забезпечення, відповідно. За межею бідності 2013 року перебувало 35,6 % населення країни. Дані про розподіл доходів домогосподарств у країні відсутні.
Станом на 2016 рік, уся країна електрифікована, усе населення країни мало доступ до електромереж. Рівень проникнення інтернет-технологій низький. Станом на липень 2015 року в країні налічувалось 1,555 млн унікальних інтернет-користувачів (118-те місце у світі), що становило 19 % загальної кількості населення країни.

### Трудові ресурси
Загальні трудові ресурси 2013 року становили 2,209 млн осіб (120-те місце у світі). Зайнятість економічно активного населення у господарстві країни розподіляється таким чином: аграрне, лісове і рибне господарства — 46,5 %; промисловість і будівництво — 10,7 %; сфера послуг — 42,8 % (станом на 2013 рік). 164,43 тис. дітей у віці від 5 до 14 років (10 % загальної кількості) 2005 року були залучені до дитячої праці. Безробіття 2013 року дорівнювало 2,5 % працездатного населення, 2012 року — 2,5 % (16-те місце у світі); серед молоді у віці 15—24 років ця частка становила 16,7 %, серед юнаків — 19,2 %, серед дівчат — 13,7 % (72-ге місце у світі). Реальні відсотки безробіття значно вищі, в країні високий рівень трудової еміграції.

## Кримінал

#### Наркотики

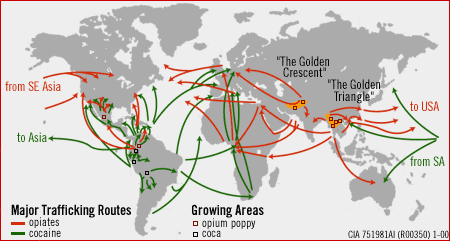
Світові маршрути наркотрафіку

Велика транзитна країна афганських наркотиків, що прямує до Російської Федерації і Західної Європи. Обмежене вирощування опійного маку для внутрішнього споживання. На Таджикистан припадає 80 % усіх вилучених наркотиків у Центральній Азії, третє місце у світі з вилучень опіатів (героїну та опію-сирцю).

### Торгівля людьми
Згідно зі щорічною доповіддю про торгівлю людьми (англ. Trafficking in Persons Report) Управління з моніторингу та боротьби з торгівлею людьми Державного департаменту США, уряд Таджикистану докладає значних зусиль в боротьбі з явищем примусової праці, сексуальної експлуатації, незаконною торгівлею внутрішніми органами, але законодавство відповідає мінімальним вимогам американського закону 2000 року щодо захисту жертв (англ. Trafficking Victims Protection Act’s) не в повній мірі, країна знаходиться у списку другого рівня.

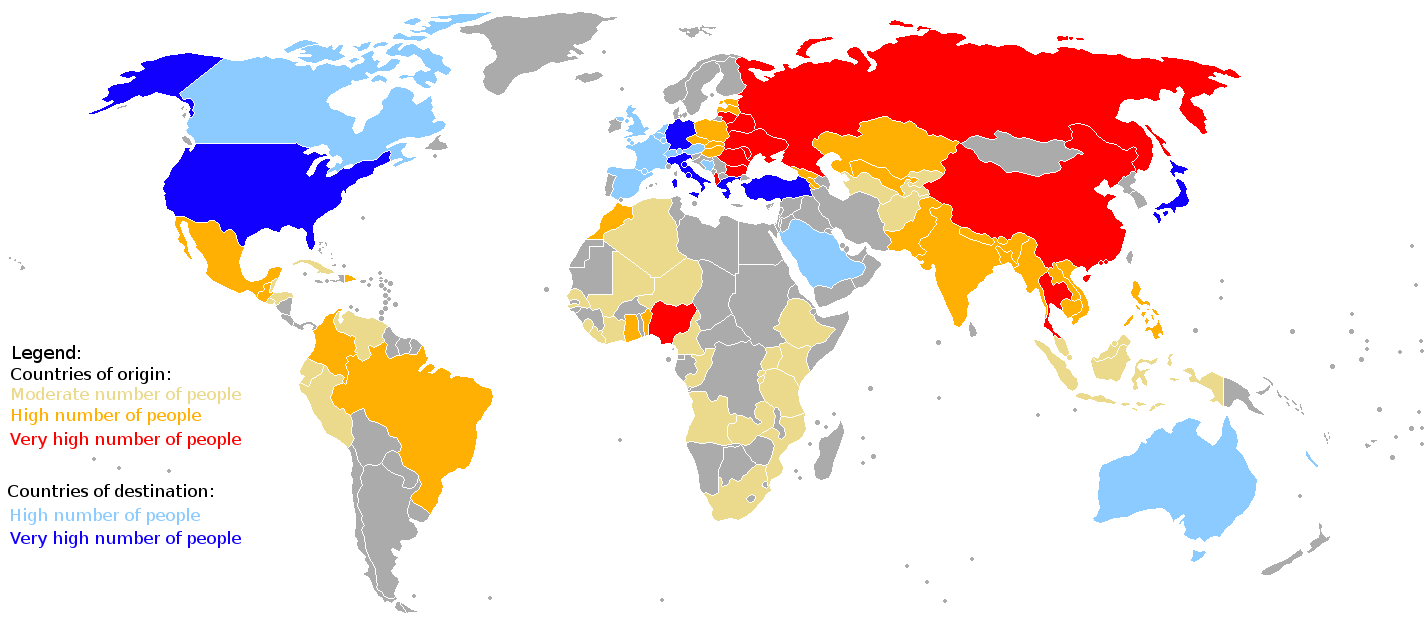
Країни-донори (червоний) і країни-реципієнти кримінальних потоків  (англ.)
Глобальна боротьба з торгівлею людьми (англ.)

## Гендерний стан
Статеве співвідношення (оцінка 2015 року):
- при народженні — 1,05 особи чоловічої статі на 1 особу жіночої;
- у віці до 14 років — 1,04 особи чоловічої статі на 1 особу жіночої;
- у віці 15—24 років — 1,03 особи чоловічої статі на 1 особу жіночої;
- у віці 25—54 років — 0,98 особи чоловічої статі на 1 особу жіночої;
- у віці 55—64 років — 0,85 особи чоловічої статі на 1 особу жіночої;
- у віці старше за 64 роки — 0,72 особи чоловічої статі на 1 особу жіночої;
- загалом — 0,99 особи чоловічої статі на 1 особу жіночої[1].

## Демографічні дослідження
Демографічні дослідження в країні ведуться рядом державних і наукових установ:

### Українською
- Атлас. 10—11 клас. Економічна і соціальна географія світу / упорядники :  О. Я. Скуратович, Н. І. Чанцева. — К. : ДНВП «Картографія», 2010. — ISBN 978-966-475-639-3.
- Атлас світу / голов. ред. І. С. Руденко ; зав. ред. В. В. Радченко ; відп. ред. О. В. Вакуленко. — К. : ДНВП «Картографія», 2005. — 336 с. — ISBN 9666315467.
- Безуглий В. В. Економічна і соціальна географія зарубіжних країн : Навчальний посібник. — К. : ВЦ «Академія», 2007. — 704 с. — ISBN 978-966-580-239-6.
- Безуглий В. В., Козинець С. В. Регіональна економічна і соціальна географія світу : Навчальний посібник. — видання 2-ге, доп., перероб. — К. : ВЦ «Академія», 2007. — 688 с. — ISBN 966-580-144-9.
- Головченко В. І., Кравчук О. Країнознавство: Азія, Африка, Латинська Америка, Австралія і Океанія. — К., 2006. — 335 с. — ISBN 966-8939-04-2.
- Гудзеляк І. І. Географія населення: Навчальний посібник / І. Гудзеляк. — Л. : Видавничий центр ЛНУ імені Івана Франка, 2008. — 232 с. — ISBN 978-966-613-599-8.
- Дахно І. І. Країни світу: Енциклопедичний довідник / І. І. Дахно, С. М. Тимофієв. — К. : Мапа, 2011. — 606 с. — (Бібліотека нового українця) — ISBN 978-966-8804-23-6.
- Дахно І. І. Економічна географія зарубіжних країн : навчальний посібник. — К. : Центр учбової літератури, 2014. — 319 с. — ISBN 978-611-01-0682-5.
- Джаман В. О. Регіональні системи розселення: демографічні аспекти. — Чернівці : Рута, 2003. — 392 с. — ISBN 9665685988.
- Дорошенко Л. С. Демографія: Навчальний посібник. — К. : МАУП, 2005. — 112 с. — ISBN 966-608-442-2.
- Дубович І. А. Країнознавчий словник-довідник. — 5-те вид., перероб. і доп. — К. : Знання, 2008. — 839 с. — ISBN 978-966-346-330-8.
- Економічна і соціальна географія країн світу. Навчальний посібник / За ред. Кузика С. П. — Л. : Світ, 2002. — 672 с. — ISBN 966-603-178-7.
- Загальна медична географія світу / В. О. Шевченко [та ін.] — К. : [б.в.], 1998. — 178 с.
- Ігнатьєв П. М. Країнознавство: Країни Азії. — Ч. : Книги-XXI, 2004. — 383 с. — ISBN 966-8029-53-4.
- Книш М. М., Мамчур О. І. Регіональна економічна і соціальна географія світу (Латинська Америка та Карибські країни, Африка, Азія, Океанія) : навч. посіб. — Л. : ЛНУ ім. Івана Франка, 2013. — 368 с. — ISBN 978-617-10-0007-0.
- Крисаченко В. С. Динаміка населення: Популяційні, етнічні та глобальні виміри. — К. : Видавництво Національного інституту стратегічних досліджень, 2005. — 368 с. — ISBN 966-554-083-1.
- Любіцева О. О., Мезенцев К. В., Павлов С. В. Географія релігій. — К. : АртЕК, 1999. — 504 с. — ISBN 966-505-006-0.
- Масляк П. О. Країнознавство. — К. : Знання, 2007. — 292 с. — (Вища освіта XXI століття)
- Масляк П. О., Дахно І. І. Економічна і соціальна географія світу / П. О. Масляк, І. І. Дахно ; за ред. П. О. Масляка. — К. : Вежа, 2003. — 280 с. — ISBN 966-7091-53-8.

### Російською
- (рос.) Таджикистан // Демографический энциклопедический словарь / главн. ред. Валентей Д. И. — М. : Советская энциклопедия, 1985. — 608 с.
- (рос.) Таджикистан // Страны и народы. Советский Союз. Республики Закавказья. Республики Средней Азии. Казахстан / Редкол. : Т. А. Жданко (отв. ред., ред.-сост.) и др. — М. : «Мысль», 1984. — 382 с. — (Страны и народы) — 180 тис. прим.
- (рос.) Атлас народов мира / Отв. ред. С. И. Брук и В. С. Апенченко. — М. : ГУГК ГГК СССР и Институт этнографии им. Н. Н. Миклухо-Маклая АН СССР, 1964. — 185 с. — 20 тис. прим.
- (рос.) Численность и расселение народов мира. Этнографические очерки / под ред. С. И. Брука. — М. : Издательство АН СССР, 1962. — 487 с.
- (рос.) Лаппо Г. М. География городов: Учебное пособие для географических факультетов вузов. — М. : Туманит, изд. центр ВЛАДОС, 1997. — 476 с. — ISBN 5-691-00047-0.
- (рос.) Ягельский А. География населения. — М. : Прогресс, 1980. — 383 с.